# Pritaneo de Delos
El Pritaneo (en griego antiguo: Πρυτανεῖον) era un antiguo pritaneo, o edificio para los pritanos (magistrados), en la isla de Delos, en Grecia. Sus ruinas forman parte del yacimiento arqueológico de Delos, declarado Patrimonio de la Humanidad por la Unesco. Más concretamente, el yacimiento forma parte del santuario de Apolo y Artemisa de Delos.

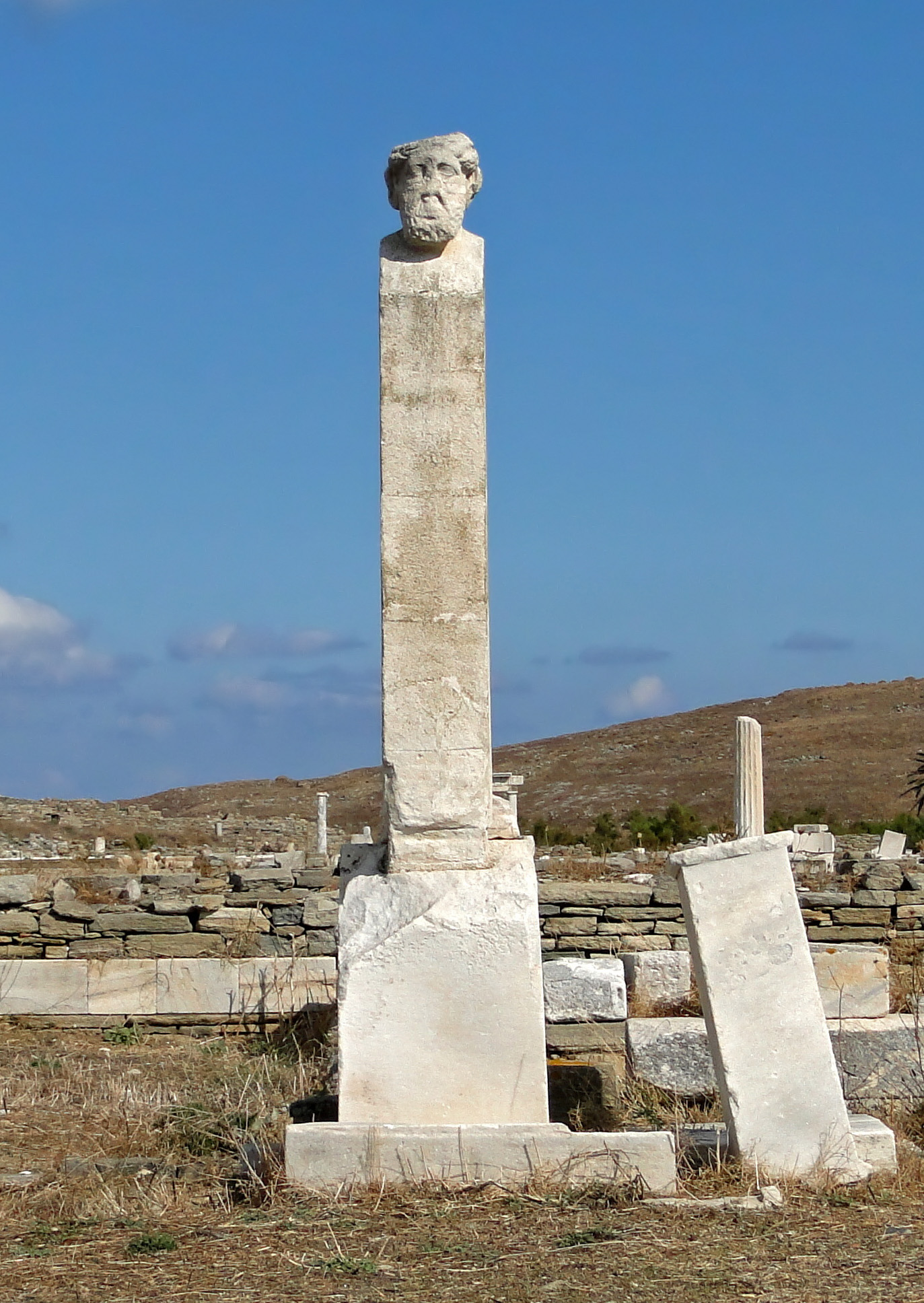
Herma del Pritaneo.

Los restos de Pritaneo datan de 500-350 a. C. El edificio estaba situado en la parte sur del santuario de Delos, al sur de Buleuterio y al oeste de Monumento de los Toros. Su entrada era por el sur. La fachada tenía una columnata de cuatro columnas dóricas. Daba a un patio con baldosas de mármol, detrás del cual había dos salas más grandes y otras dos más pequeñas. Las salas mayores servían probablemente como lugar de reunión de los pritanos, archivo y lugar de descanso. En la sala de reuniones se encontraba el altar de Hestia. A partir del 166 a. C., tras la devolución de la isla a Atenas, dos de las salas del edificio se dedicaron a los cultos de Atenea y Roma.